# 문막교육도서관
문막교육도서관은 대한민국 강원특별자치도 원주시 문막읍 문막리 소재의 도서관이다.

## 연혁
- 1990.03.30 문막도서관(가칭)건립계획 승인
- 1990.05.12 박정환 여사 부지 희사(887)
- 1991.07.23 도서관 신축 건물 준공
- 1991.09.26 도서관 개관
- 2003.12.02 디지털자료실 개실
- 2008.05.21 간행물실 증축
- 2013.03.01 문막교육도서관으로 명칭변경
- 2016. 03. 01 원주교육문화관 문막분관으로 조직 개편 (강원도교육규칙 제738호 전부개정)
- 2018.11.06 유아자료실 개실

## 시설현황
- 2층: 종합자료실, 관장실
- 1층: 문화교실, 성인학습실, 디지털자료실, 행정실, 서고

## 이용 안내
이용 시간
- 학습실: 화~일 08:00 ~ 23:00
- 종합자료실: 화~일 09:00 ~ 18:00
- 아동자료실: 화~일 09:00 ~ 18:00

휴관일
- 매주 월요일
- 일요일을 제외한 공휴일
- 교육도서관 관장이 필요에 의해서 지정한 날